# HK Kouban
Le Hockey Club Kouban  - en russe : Хоккейный клуб Кубань - était un club de hockey sur glace de Krasnodar en Russie. Il évoluait dans la VHL, le deuxième échelon russe.

## Historique
Le club est créé en 2012.

## Palmarès
- Néant.